# 1995 UL6
1995 UL6 är en asteroid i huvudbältet som upptäcktes den 27 oktober 1995 av den japanska astronomen Takao Kobayashi vid Ōizumi-observatoriet.
Asteroiden har en diameter på ungefär 6 kilometer och den tillhör asteroidgruppen Nysa.